# Heathen (David Bowie)
Heathen is het 22e studioalbum van de Britse muzikant David Bowie, uitgebracht in 2002. Voor de Verenigde Staten werd het album gezien als zijn comeback, aangezien het zijn hoogst genoteerde album was (nummer 14) sinds Tonight uit 1984, en omdat het een van zijn beste kritieken opleverde sinds Let's Dance uit 1983. Hoewel de productie van het album was gestart voor de aanslagen op 11 september 2001, werd het album afgemaakt na die datum, waardoor het enige invloed heeft op het album.
Voor het eerst sinds Scary Monsters (and Super Creeps) uit 1980 keerde producer Tony Visconti terug, die vele klassieke albums maakte met Bowie in de jaren 70. Daarmee was het ook voor het eerst sinds Never Let Me Down uit 1987 dat geen input bevat van gitarist Reeves Gabrels, met wie Bowie samenwerkte sinds zijn tijd in de rockband Tin Machine.
Oorspronkelijk zou Bowie het album Toy uitbrengen in 2000 of 2001, met onder anderen een aantal nieuwe nummers en een aantal nieuwe opnames van zijn minder bekende nummers uit de jaren 60, maar deze werd nooit officieel uitgebracht. Enkele nummers van dat album, zoals "Afraid" en "Slip Away" (op dat album bekend als "Uncle Floyd"), verschenen wel op dit album.
Diverse bekende artiesten hebben ook enkele delen opgenomen voor het album, zoals The Who-gitarist Pete Townshend (die ook al gitaar speelde op "Because You're Young" van Scary Monsters (and Super Creeps)), Foo Fighters-frontman Dave Grohl, Dream Theater-keyboardspeler Jordan Rudess, pianiste Kristeen Young en King Crimson-bassist Tony Levin. Het nummer "I Took a Trip on a Gemini Spaceship", een cover van Legendary Stardust Cowboy, bevat de laagste noot die Bowie ooit opnam (G1).
Drie nummers van het album werden ook uitgebracht op single. "Slow Burn" kwam tot de 24e plaats in Engeland, terwijl de opvolger "Everyone Says 'Hi'" tot plaats 20 kwam. De Neil Young-cover "I've Been Waiting for You" haalde de hitlijsten niet.

## Tracklist
- Alle nummers geschreven en gecomposeerd door Bowie, tenzij anders genoteerd.

1. "Sunday" – 4:45
2. "Cactus" (Black Francis) – 2:54
3. "Slip Away" – 6:05
4. "Slow Burn" – 4:41
5. "Afraid" – 3:28
6. "I've Been Waiting for You" (Neil Young) – 3:00
7. "I Would Be Your Slave" – 5:14
8. "I Took a Trip on a Gemini Spacehip" (Norman Carl Odam) – 4:04
9. "5:15 The Angels Have Gone" – 5:00
10. "Everyone Says 'Hi'" – 3:59
11. "A Better Future" – 4:11
12. "Heathen (The Rays)" – 4:16

Bonustrack in Japan
1. "Wood Jackson" – 4:48

Limited edition bonusdisc
1. "Sunday (Moby Remix)" – 5:09
2. "A Better Future (Remix by Air)" – 4:56
3. "Conversation Piece" (2001 Re-recording) – 3:51
4. "Panic in Detroit" (1979 Outtake) – 2:57

Bonusnummers op Japanse heruitgave 2007
- Inclusief alle bovenstaande nummers:

1. "Wood Jackson" – 4:48
2. "When the Boys Come Marching Home" – 4:46
3. "Baby Loves That Way" – 4:46
4. "You've Got a Habit of Leaving" – 4:53
5. "Safe" – 4:44
6. "Shadow Man" – 4:46

SACD release
1. "Sunday" – 4:47
2. "Cactus" (Francis) – 2:52
3. "Slip Away" – 6:14
4. "Slow Burn" – 5:04
5. "Afraid" – 3:25
6. "I've Been Waiting for You" (Young) – 3:16
7. "I Would Be Your Slave" – 5:09
8. "I Took a Trip on a Gemini Spacehip" (Odam) – 4:05
9. "5:15 The Angels Have Gone" – 5:25
10. "Everyone Says 'Hi'" – 3:56
11. "A Better Future" – 3:56
12. "Heathen (The Rays)" – 4:13
13. "When the Boys Come Marching Home" – 4:49
14. "Wood Jackson" – 4:44
15. "Conversation Piece" – 3:49
16. "Safe" – 5:53

## Musici
- David Bowie - zang, keyboards, gitaar, saxofoon, Stylophone, achtergrondzang, drums
- Tony Visconti - basgitaar, gitaar, blokfluit, snaararrangement, achtergrondzang
- Matt Chamberlain - drums, drumloopprogrammeren, percussie
- David Torn - gitaar, gitaarloops, Omnichord
- The Scorchio Quartet:
  - Greg Kitzis - eerste viool
  - Meg Okura - tweede viool
  - Martha Mooke: altviool
  - Mary Wooten - cello
- Carlos Alomar - gitaar
- Sterling Campbell: drums, percussie
- Lisa Germano - viool
- Gerry Leonard - gitaar
- Tony Levin - basgitaar
- Mark Plati - gitaar, basgitaar, co-producer met Bowie op "Afraid"
- Jordan Rudess - keyboards
- The Borneo Horns:
  - Lenny Pickett
  - Stan Harrison
  - Steve Elson
- Kristeen Young - zang, piano
- Pete Townshend - gitaar op "Slow Burn"
- Dave Grohl - gitaar op "I've Been Waiting for You"
- Brian Rawling, Gary Miller - co-producers met Bowie op "Everyone Says 'Hi'"